# Geração Coca-Cola
"Geração Coca-Cola" é uma canção composta por Renato Russo e lançada em 1984 como um compacto do álbum de estreia auto-intitulado da Legião Urbana. Anteriormente, ela fazia parte do repertório de sua antiga banda, o Aborto Elétrico.

## Contexto
"Geração Coca-Cola" é uma crítica aos vinte anos da ditadura militar brasileira. A música foi a primeira que o Renato Russo escreveu para o Aborto Elétrico.